# Jaume Mimó i Llobet
Jaume Mimó i Llobet (Cerdanyola del Vallès 17 de febrer de 1893 - 15 de febrer de 1964) va ser un historiador i polític català.

## Biografia
Jaume Mimó i Llobet va néixer a Cerdanyola del Vallès el 17 de febrer de 1893. Historiador i polític, era fill d'Agustí Mimó Astort i Maria Llobet Barcons. Vivia al carrer Sant Ramon, però passava algunes temporades a la masia de Canaletes, de la família del seu pare. Quan va acabar d'estudiar magisteri a Sabadell va exercir de mestre a Súria i després a Mollet, quan tenia 20 anys. Després va deixar la docència per dedicar-se a l'ofici familiar: mestre d'obres. A més es dedicava a escriure i publicava alguns textos en diverses revistes. Es va casar amb Isabel Sarrablo i van tenir tres fills: Maria Teresa, Maria del Pilar i Jaume. Va ser el primer alcalde republicà (per ERC) de Cerdanyola del Vallès [1931-1933], però més tard va esdevenir jutge municipal, al [1936-1939]. Ja havia sigut jutge municipal l'any 1920 i quatre anys més tard es va canviar per jutge suplent, lloc que va mantenir fins al 1930. Amant de totes les expressions culturals, es va sentir atret per la pintura i els llibres. Li agradava llegir. Un dia a la setmana baixava a Barcelona, a la tertúlia d'Els Quatre Gats. Va ser amic d'en Viladomat, l'escultor i va tenir contacte amb bons pintors com en Manuel Humbert i en Josep Gimeno. També va ser un col·leccionista infatigable. El 15 de febrer de 1964 va morir a la seva casa de la plaça Sant Ramon.

## Obra
El 1948 va publicar el seu primer llibre Guia excursionista a les masies del terme de Cerdanyola, i dos anys més tard va publicar el seu segon llibre Coses de Cerdanyola. El 1956 va escriure un altre llibre "Les fonts boscanes" que estava en preparació per ser publicat quan va tenir lloc el seu traspàs, però que va aparèixer entre 1965 i 1966 a la revista Sardanyola. Un quart volum, Romiatge a les ermites del terme de Cerdanyola, estava en preparació i no va poder ser acabat. També havia començat a treballar sobre el lloc de Valldaura i el castell de Sant Marçal. Un altre treball va ser sobre les rajoles de mostra catalanes dels segles XVI, XVII I XVIII. Va guanyar els "Jocs Florals de Bellaterra" l'any 1950. L'any 1960 va participar en la fundació de la "Revista de Sardanyola".